# Turquestán afgano
El Turquestán afgano es una región en el norte de Afganistán, en la frontera con las antiguas repúblicas soviéticas de Turkmenistán, Uzbekistán y Tayikistán. En el siglo XIX hubo una provincia en Afganistán llamada provincia de Turquestán, hasta que fue abolida bajo el mandato de Abdur Rahman y fue centralizado en la ciudad de Mazari Sharif e incluyendo territorio en las nuevas provincias de Balkh, Jawzjan, Faryab y Sar-e Pol. La totalidad del territorio, desde la unión de los ríos Kokcha y Amu Darya en el noreste hasta la provincia de Herat en el suroeste hay unos 800 km de longitud, con una anchura media desde la frontera rusa hasta el Hindu Kush de unos 183 km. Por lo tanto, consta de unos 150.000 m² de extensión, aproximadamente dos novenas partes del antiguo Reino de Afganistán.

## Geografía
El área es pobre a nivel agrícola excepto en los valles de los ríos, siendo irregular y montañosa hacia el sur y encontrando terrenos yermos ondulados y pastos hacia el desierto de Karakum.
La provincia incluye a los kanatos de Kunduz, Tashkurgan, Balkh y Akcha en el Este y los cuatro kanatos o Chahar Vidayet ("cuatro dominios") de Saripul, Sibargan, Andhvoy y Maimana en el Oeste.

## Población
La mayor parte de la población son uzbecos y turcomanos con grandes concentraciones de hazara, tayikos y pastunes.

## Historia
La antigua Balkh o Bactria fue una parte integral del complejo arqueológico de Bactria-Magiana, y fue ocupado por indo-iraníes. En el siglo V a. C. se convirtió en una provincia del Imperio aqueménida y más tarde del Imperio Seleúcida. Sobre el 250 a. C., Diodoto de Bactria, gobernador de Bactria bajo los Seleúcidas, declaró su independencia y comenzó la dinastía de los Greco-Bactrios, que sucumbió a los movimientos partos y nómadas sobre el 126 a. C. Más tarde comenzó la era budista, que dejó su huella en las gigantescas esculturas de Bamiyán y en las cuevas de Haibak. El distrito fue devastado por Genghis Khan, y desde entonces no ha recobrado su completa prosperidad. Durante un siglo aproximadamente, perteneció al Imperio Delhi, entonces cayó a manos de los uzbekos. En el siglo XVIII formó parte del dominio de Ahmad Shah Durrani, y así permaneció bajo el reinado de su hijo Timur. Sin embargo, bajo las guerras fratricidas entre los hijos de Timur para separa los khanatos, estuvo bajo el mandato de varios líderes uzbecos independientes.
A comienzos del siglo XIX perteneció a Bukhara, pero bajo el emir Dost Mohammed los afganos recuperaron Balkh y Tashkurgan en 1850, Akcha y los cuatro kanatos occidentales en 1855 y Kunduz en 1859. La soberanía sobre Andhvoy, Sibargan, Saripul y Maimana fue disputada entre Bukhara y Kabul hasta que se firmó el acuerdo anglo-ruso de 1873 a favor de las demandas afganas. Bajo el fuerte gobierno de Abdur Rahman, estos territorios periféricos fueron fuertemente unidos a Kabul, pero tras el acceso de Habibulá Khan, las tensiones fronterizas se relajaron. A finales del siglo XIX y durante el siglo XX, muchos pastunes se asentaron de forma voluntaria o involuntaria en el Turkestán afgano.
En 1890, el distrito de Qataghan y Badakhshan fue separado del Turkestán afgano y formó la provincia de Qataghan-Badakhshan. La administración de la provincia fue asignada a Kabul.